# Майсторович, Дане
Дане «Дацина» Майсторович (серб. Дане "Дацина" Мајсторовић; 15 апреля 1922, Подудбина — 20 августа 1944, между Магличем и Волюком) — югославский партизан Второй мировой войны, Народный герой Югославии.

## Биография
Родился 15 апреля 1922 года в селе Подудбина близ Кореницы, в бедной крестьянской семье. Работал в Белграде на заводе до апреля 1941 года, когда немцы вторглись в страну.

## В партизанском движение
В том же году вступил в ряды партизанских войск. Службу начал в Йошанской партизанской роте. В середине июня 1942 года с группой солдат прибыл в распоряжение Ударного батальона штаба партизанских войск в Лике. В середине августа вошёл в состав 2-й ликской пролетарской ударной бригады. Осенью был принят в компартию и был назначен политруком во 2-й роте батальона.
Храбрый боец, Дане всё же не отличался сильным здоровьем. Неоднократно был ранен в боях, что, впрочем, не мешало ему сражаться. Так, в мае 1944 года он недалеко от Дрвара получил серьёзное ранение и был отправлен в госпиталь близ Яндрина, но когда совсем недалеко высадились эсэсовцы, Майсторович немедленно выписался из больницы и вступил в схватку с немцами. После разгрома немецкой диверсионной группы вернулся в Ударный батальон.
16 августа 1944 года во время наступления 6-й ликской пролетарской дивизии Дане Майсторович был тяжело ранен на реке Сутьеске. Его решили срочно госпитализировать, но по пути в больницу 20 августа он скончался. Это случилось на дороге Маглич-Волуяк.

## Награды
20 декабря 1951 года Майсторовичу присвоили посмертно звание Народного героя Югославии указом Президиума Народной скупщины.